# Pokémon: Orange Islands
Pokémon: Orange Islands is het tweede seizoen van de animatieserie Pokémon. Dit seizoen wordt opgevolgd door Pokémon: The Johto Journeys, en voorafgegaan door Pokémon: Indigo League. De Amerikaanse productie lag in handen van 4Kids Entertainment.

## Uitzending
Dit seizoen werd oorspronkelijk uitgezonden in het jaar 2000 in dagelijkse uitzending (doordeweeks) op kinderzender Fox Kids, gevolgd door enkele herhalingen op dezelfde zender. Is in 2008 ook nog herhaald door Jetix, in 2009 nog één keer en in 2011 door Disney XD, het 24/7 digitale kanaal.

## Verhaallijn
Als Ash de Indigo-league bereikt en na vele gevechten vervolgens verliest, besluit het drietal om de eilandengroep Orange te bezoeken. Op hun tocht over de Orange Islands besluit Brock om zijn tijd voortaan te vertoeven bij professor Ivy, een mede Pokémon-fokker. Als Ash, Misty en Pikachu zonder hem verder reizen komen zij een Pokémon-tekenaar tegen genaamd Tracey. Na het zoveelste akkefietje met Team Rocket besluit Tracey om met het drietal mee te gaan op hun reis om de beste Pokémon-meester te worden, en tevens Professor Oak, net als Ash, bij te staan bij zijn onderzoek naar deze soms zelfs magische wezens.

## Rolverdeling
| Hoofdrollen      | Hoofdrollen                                                      | Hoofdrollen        | Hoofdrollen        |
| Personage        | Nederlandse versie                                               | Amerikaanse versie | Japanse versie     |
| ---------------- | ---------------------------------------------------------------- | ------------------ | ------------------ |
| Verteller        | Jeroen Keers                                                     | Rodger Parsons     | Unshō Ishizuka     |
|                  |                                                                  |                    |                    |
| Ash Ketchum      | Christa Lips                                                     | Veronica Taylor    | Rica Matsumoto     |
| Misty            | Marlies Somers                                                   | Rachael Lillis     | Mayumi Iizuka      |
| Brock            | Fred Meijer                                                      | Eric Stuart        | Yuji Ueda          |
| Tracey           | Martin van den Ham                                               | Ted Lewis          | Tomokazu Seki      |
|                  |                                                                  |                    |                    |
| Pikachu          | Ikue Ōtani                                                       | Ikue Ōtani         | Ikue Ōtani         |
| Jessie           | Hilde de Mildt                                                   | Rachael Lillis     | Megumi Hayashibara |
| James            | Bram Bart                                                        | Eric Stuart        | Miki Shinichirou   |
| Meowth           | Jan Nonhof                                                       | Maddie Blaustein   | Inuko Inuyama      |
|                  |                                                                  |                    |                    |
| Zuster Joy       | Mandy Huydts                                                     | Megan Hollingshead | Ayako Shiraishi    |
| Agent Jenny      | Edna Kalb                                                        | Lee Quick          | Chinami Nishimura  |
| Gary Oak         | Bram Bart                                                        | Jimmy Zoppi        | Yuko Kobayashi     |
| Delia Ketchum    | Beatrijs Sluijter                                                | Veronica Taylor    | Masami Toyoshima   |
| Professor Oak    | Jon van Eerd                                                     | Stan Hart          | Unshô Ishizuka     |
| Jigglypuff       | Rachael Lillis                                                   | Rachael Lillis     | Mika Kanai         |
| Stadionomroeper  | Olaf Wijnants                                                    | ???                | ???                |
| Dexter (PokéDex) | Jon van Eerd                                                     | Eric Stuart        | Shinichirō Miki    |
| Ritchie          | Niki Romijn                                                      | Tara Jayne         | Minami Takayama    |
| Todd             | Edward Reekers                                                   | Jimmy Zoppi        | Kappei Yamaguchi   |
|                  |                                                                  |                    |                    |
| overige          | Niki Romijn Stan Limburg Mandy Huydts Bram Bart Just Meijer e.a. |                    |                    |

## Muziek

### Leader
De leader Pokémon World, die dit seizoen onvertaald gelaten werd, bevat de originele zang van Russell Velazquez. Het liedje werd gecomponeerd door John Siegler en John Loeffler. Voor de eerste aflevering wordt nog gewoon Pokémon Theme (Gotta catch 'em all) gehanteerd, de leader uit het eerste seizoen.

### Pikachu's Jukebox
De eindmuziek bestaat uit zes liedjes. Te zien net voor de aftiteling, duurt elk popliedje één minuut. Alle intro- en eindliedjes zijn dit seizoen onvertaald gelaten in de Nederlandstalige versie.
- Pikachu's Jukebox 1: My Best Friends - Gezongen door Ray Greene
- Pikachu's Jukebox 2: Double Trouble - Gezongen door Adam Blaustein, Eric Stuart, Rachael Lillis en Ted Lewis
- Pikachu's Jukebox 3: What Kind Of Pokémon Are You? - Gezongen door Joshua Tyler
- Pikachu's Jukebox 4: Together Forever - Gezongen door J. P. Hartman
- Pikachu's Jukebox 5: 2.B.A. Master - Gezongen door Russell Velázquez
- Pikachu's Jukebox 6: Viridian City - Gezongen door Jason Paige

### Cd
Alle liedjes uit de Engelstalige versie zijn uitgebracht op de cd 2.B.A. Master. Hierop staan alle liedjes die ook in de Nederlandstalige versie te horen waren, op enkele insert songs na. Alle, op deze cd uitgebrachte nummers, betreffen langere versies trouw aan het korte origineel. Tevens zijn enkele nummers ook heruitgebracht op compilatie-cd Pokémon X - Ten Years Of Pokémon.

## Dvd en VHS-uitgave
In Nederland is een variatie aan afleveringen van dit seizoen verkrijgbaar op dvd en VHS:
| Titel                                                              | Afleveringen | Verschijningsdatum | Talen      | Distributeur    |
| ------------------------------------------------------------------ | --- | ------------------ | ---------- | --------------- |
| Pokémon Yellow Edition Deel 1 Moeilijke raadsels (alleen op VHS)   | S1AFL53 Prinses tegen prinses S1AFL54 De Purr-fekte held S1AFL55 Moeilijke raadsels speelduur: ca. 70 minuten                                                   | januari 2001       | Nederlands | Bridge Pictures |
| Pokémon Yellow Edition Deel 2 De brullende vulkaan (alleen op VHS) | S1AFL56 De brullende vulkaan S1AFL57 Blastoise-eiland in een roes S1AFL58 De Misty-rieuze zeemeermin speelduur: ca. 70 minuten                                  | januari 2001       | Nederlands | Bridge Pictures |
| Pokémon Beste van deel 1 t/m 4 (4 dvd's - box)                     | inhoud deel 1-4 beste van speelduur: ca. 260 minuten verpakking: dubbeldik dvd-doos                                                                             | 10 mei 2005        | Nederlands | Bridge Pictures |
| Pokémon Beste van Deel 1 De Beste Kampioenschappen                 | S2AFL22 De eerste ronde S2AFL23 Vuur en ijs S2AFL24 Vierde-ronde-gerommel speelduur: ca. 65 minuten verpakking: standaard-dvd-doos                              | 9 maart 2004       | Nederlands | Bridge Pictures |
| Pokémon Beste van Deel 2 De Beste Vrienden                         | S2AFL25 Een echte vriend S2AFL26 Zowel een vriend als een vijand S2AFL27 Vrienden voor het leven speelduur: ca. 65 minuten verpakking: standaard-dvd-doos       | 9 maart 2004       | Nederlands | Bridge Pictures |
| Pokémon Beste van Deel 3 De Best Bewaarde Geheimen                 | S2AFL19 Geheimen uit de oudhoud S2AFL35 De roze Pokémon S2AFL36 Het schild van Kabuto speelduur: ca. 65 minuten verpakking: standaard-dvd-doos                  | 9 maart 2004       | Nederlands | Bridge Pictures |
| Pokémon Beste van Deel 4 De Beste Orange Island Avonturen          | S2AFL38 Vaarwel Psyduck S2AFL41 De vraatzuchtige Pokémon S2AFL44 Tracey krijgt de kriebels speelduur: ca. 65 minuten verpakking: standaard-dvd-doos             | 9 maart 2004       | Nederlands | Bridge Pictures |
| Pokémon De Reis van Johto deel 1 t/m 4 (4 dvd's - box)             | inhoud deel 1-4 De Reis van Johto speelduur: ca. 260 minuten verpakking: dubbeldik dvd-doos                                                                     | 2003               | Nederlands | Bridge Pictures |
| Pokémon De Reis van Johto Deel 1 Ultimate Battles                  | S3AFL10 Een gespannen situatie S2AFL11 De hernieuwde rivaliteit S3AFL46 Het Totodile-duel speelduur: ca. 65 minuten verpakking: standaard-dvd-doos              | januari 2002       | Nederlands | Bridge Pictures |
| Pokémon De Reis van Johto Deel 3 Ultimate Trophy                   | S2AFL03 Een dubbele uitdaging S2AFL06 Hallo, Pummelo S2AFL07 De komst van de Dragonite speelduur: ca. 65 minuten verpakking: standaard-dvd-doos                 | maart 2002         | Nederlands | Bridge Pictures |
| Pokémon De Reis van Johto deel 5 t/m 8 (4 dvd's - box)             | inhoud deel 5-8 De Reis van Johto speelduur: ca. 260 minuten verpakking: dubbeldik dvd-doos                                                                     | 2003               | Nederlands | Bridge Pictures |
| Pokémon De Reis van Johto Deel 5 Ultimate Adventures               | S1AFL59 Het ruimteschip van Clefairy S2AFL07 De kristallen Onix S2AFL15 Het Pokémon-spookschip speelduur: ca. 65 minuten verpakking: standaard-dvd-doos         | juni 2002          | Nederlands | Bridge Pictures |
| Pokémon De Reis van Johto Deel 6 Ultimate Challenge                | S1AFL70 Het overmeesteren van Onix S1AFL72 Slecht tot op het bot S2AFL19 De Mandarin Island Miss Match speelduur: ca. 65 minuten verpakking: standaard-dvd-doos | juni 2002          | Nederlands | Bridge Pictures |
| Pokémon De Reis van Johto Deel 7 Ultimate Pikachu Stories          | S1AFL66 De Pi-Kahuna S2AFL06 Pikachu komt in opstand S2AFL24 Pikachu in moeilijkheden speelduur: ca. 65 minuten verpakking: standaard-dvd-doos                  | juli 2002          | Nederlands | Bridge Pictures |
| Pokémon De Reis van Johto Deel 8 Ultimate Gym Leaders              | S1AFL60 Het gevecht om de badge S2AFL32 Een wedstrijd op zee S2AFL22 De duistere dreiging speelduur: ca. 65 minuten verpakking: standaard-dvd-doos              | juli 2002          | Nederlands | Bridge Pictures |

## Afleveringen
- De afleveringen The show must go on! (Stage Fight) en de aflevering, De Mandarin Island Miss Match (The Mandarin Island Miss Match), zijn allebei gebanned.

| 01  | Een pittig feestje            |
| 02  | Angst in de lucht             |
| 03  | Een PokéBall met hindernissen |
| 04  | De verdwaalde Lapras          |
| 05  | Een wedstrijd op zee          |
| 06  | Pikachu komt in opstand       |
| 07  | De kristallen Onix            |
| 08  | De roze Pokémon               |
| 09  | Het schild van de Kabuto      |
| *10 | The show must go on!          |
| 11  | Vaarwel, Psyduck!             |
| 12  | De Pokémonbeschermengel       |
| 13  | Navel-manoeuvres              |
| 14  | De vraatzuchtige Pokémon      |
| 15  | Het Pokémonspookschip         |
| 16  | De heilige Meowth             |
| 17  | Tracey krijgt de kriebels     |
| 18  | Een echte slechte dag         |
| *19 | De Mandarin Island Miss Match |
| 20  | Twee verliefde Pokémon        |
| 21  | Een belangrijke opdracht      |
| 22  | De duistere dreiging          |
| 23  | Misty neemt een besluit       |
| 24  | Pikachu in moeilijkheden      |
| 25  | Een ijskoude Charizard        |
| 26  | Het Pokémon-watergevecht      |
| 27  | Het Pokémon-voedselgevecht    |
| 28  | De dubbele uitdaging          |
| 29  | De ongewone observator        |
| 30  | De verdeelspoor-omweg         |
| 31  | Hallo, Pummelo!               |
| 32  | De komst van de Dragonite     |
| 33  | Viva las Lapras               |
| 34  | De ondergrondse drijvers      |
| 35  | Een gespannen situatie        |
| 36  | De hernieuwde rivaliteit      |
| F2  | Pokémon 2: Op eigen kracht    |
| P2  | Pikachu en de redding         |

- p = Pikachushort, f = film